# Franjevački samostan i crkva sv. Ivana Krstitelja u Kraljevoj Sutjesci
Franjevački samostan i crkva sv. Ivana Krstitelja u Kraljevoj Sutjesci jesu rimokatolički samostan i crkva koji pripadaju franjevcima. Posvećeni su sv. Ivanu Krstitelju.

## Povijest
Jedini je samostan u franjevačkoj provinciji Bosni Srebrenoj, zajedno sa samostanima u Kreševu i Fojnici, koji, uz manja i veća stradanja, aktivno djeluje već gotovo šest i pol stoljeća.
Na osnovi dostupnih dokumenata nije moguće precizno odrediti vrijeme podizanja prvotnog samostana. Najvjerojatnije se to dogodilo u prvoj polovici 14. stoljeća, oko 1340. godine. Prvi pisani trag o samostanu nalazimo u popisu franjevačkog pisca Bartola Pisanskog iz 1385. godine. Nakon osmanskog prodora i osvajanja Bosne, bilješku o samostanu nalazimo u jednom osmanskom popisu iz 1469. godine. Pretrpio je teška oštećenja u više navrata. Tako je, tijekom progona 1524. godine, nasilno porušen. Godine 1658. u velikom požaru nestale su brojne samostanske dragocjenosti, a potpuno su izgorjeli arhiv i knjižnica.
Samostanska crkva je od onih koje svrstavamo u tzv. propovjedničke crkve. U osnovi, kao iste takve katoličke crkve su u Bobovcu, Kraljevoj Sutjesci, Olovu, Grebenu i Srebrenici.
Novi samostan podignut je 1664. godine. U vrijeme bečkog rata, krajem 17. stoljeća, franjevci su ga morali, zbog velikih nameta, napustiti i živjeti po seoskim kolibama. Vratili su se 1704. godine, kad su se političke prilike smirile. Tijekom 19. stoljeća samostan je dva puta rekonstruiran, posljednji put od 1888. do 1890., kada je dobio današnji izgled.
Današnji je oblik poprimio 1897. godine. Do početka 20. stoljeća u ovom je samostanu bio organiziran studij filozofije i bogoslovije za dio franjevačkih kandidata. Poslije je u sutješkom samostanu bio smješten i novicijat gdje će ostati sve do 1973. godine.
Samostan i crkva danas imaju bogatu knjižnicu, muzej, galeriju i crkvu sv. Ivana Krstitelja. Samostan izdaje elektroničko-tiskani list Sutješki vjesnik.

## Vanjske poveznice
- Službena stranica samostana
- Portal KS  Arhivirana inačica izvorne stranice od 18. listopada 2009. (Wayback Machine)